# ۲۰ خیابان فنچورچ
۲۰ خیابان فنچورچ یک مجتمع مسکونی واقع در سیتی لندن، بریتانیا می‌باشد. ساخت و ساز این ساختمان ژانویه ۲۰۰۹ شروع شد و آوریل ۲۰۱۴ به پایان رسید. معمار این بنا رافائل وینیولی است که این بنا را به سبک معماری مدرن طراحی کرده‌است. مساحت زیربنای آن ۶۶۸٬۹۲۶ فوت مربع (۶۲٬۱۰۰ متر مربع) است.

## نگارخانه

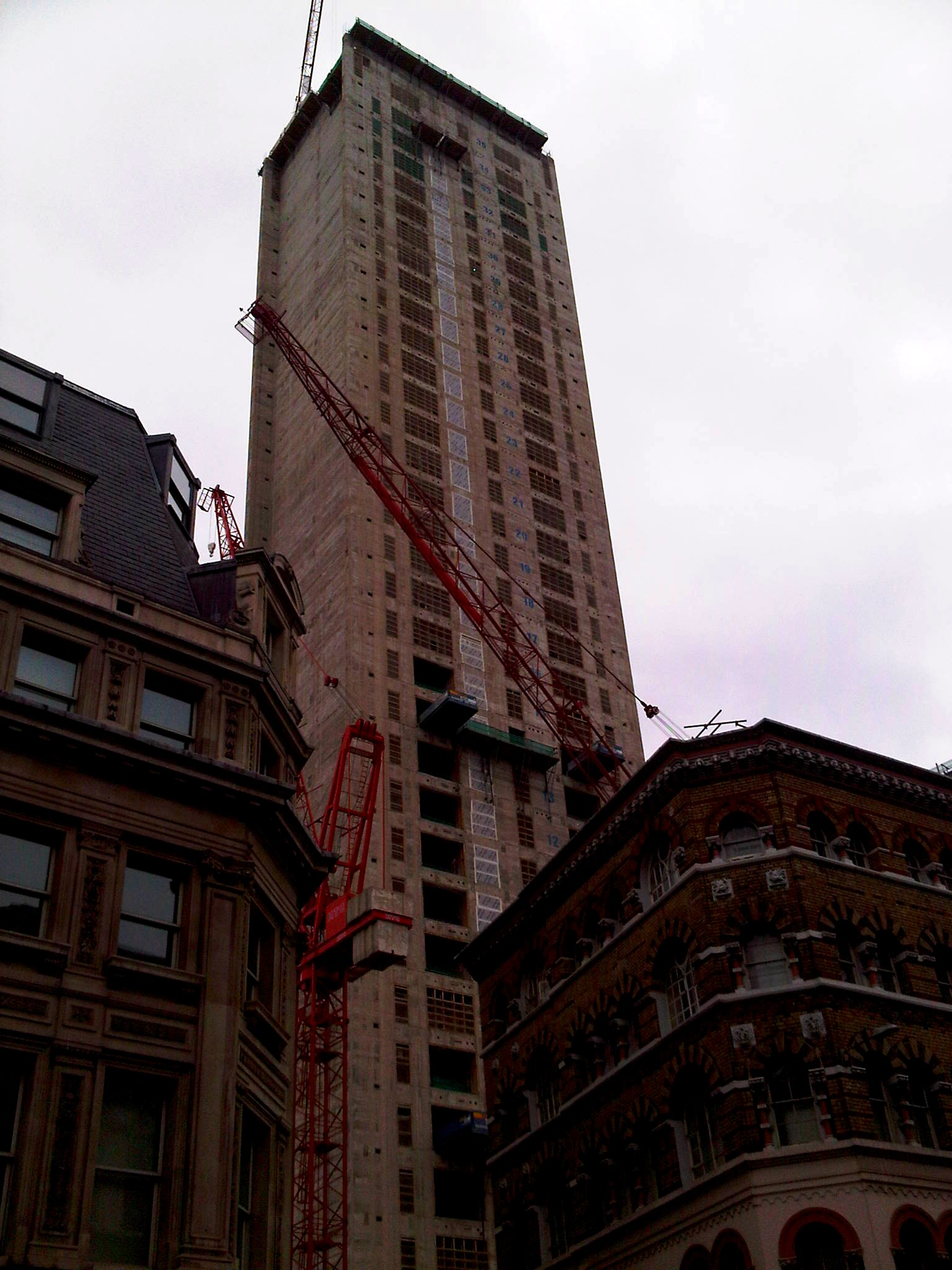
مارس ۲۰۱۲
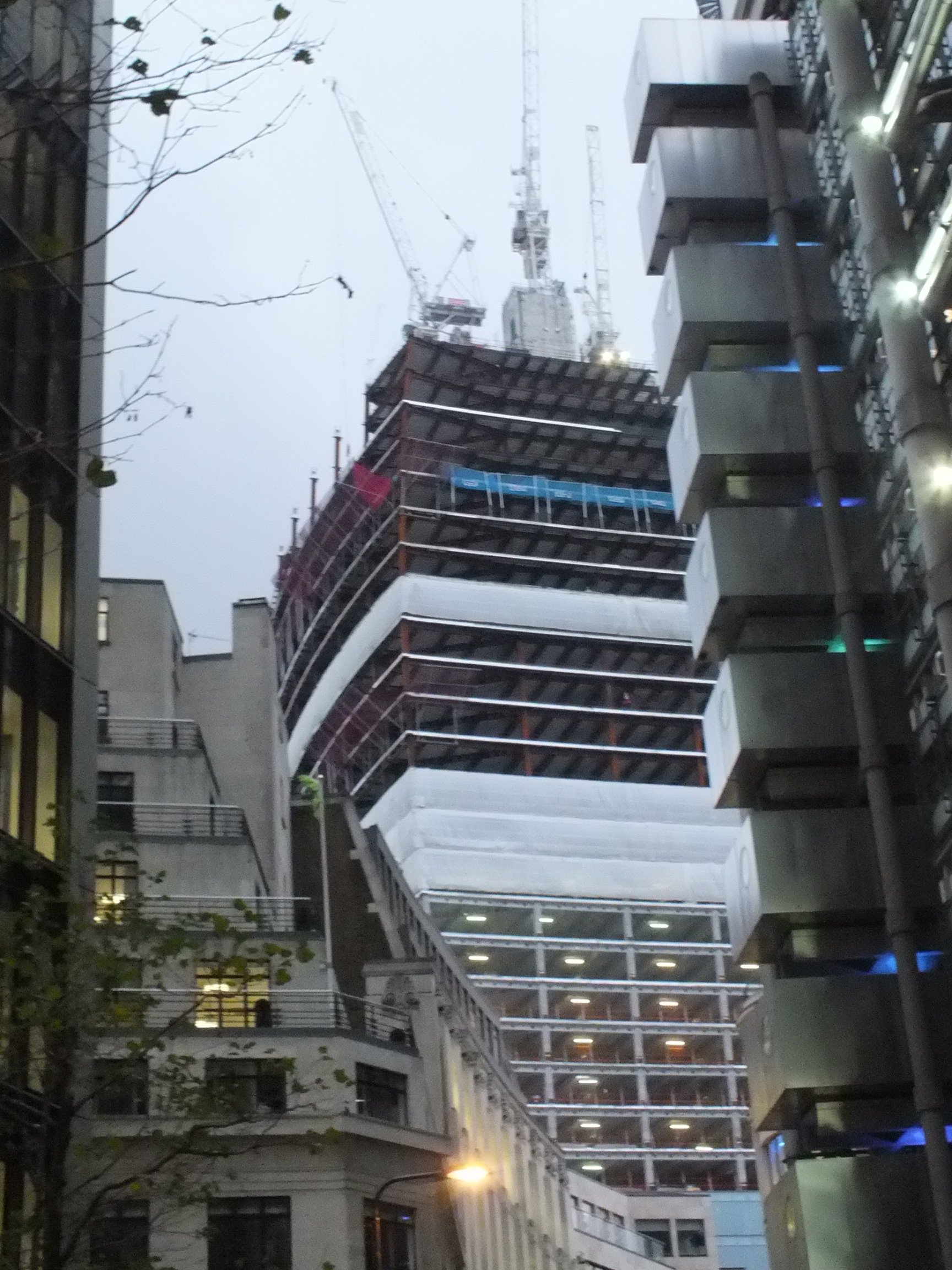
اکتبر ۲۰۱۲
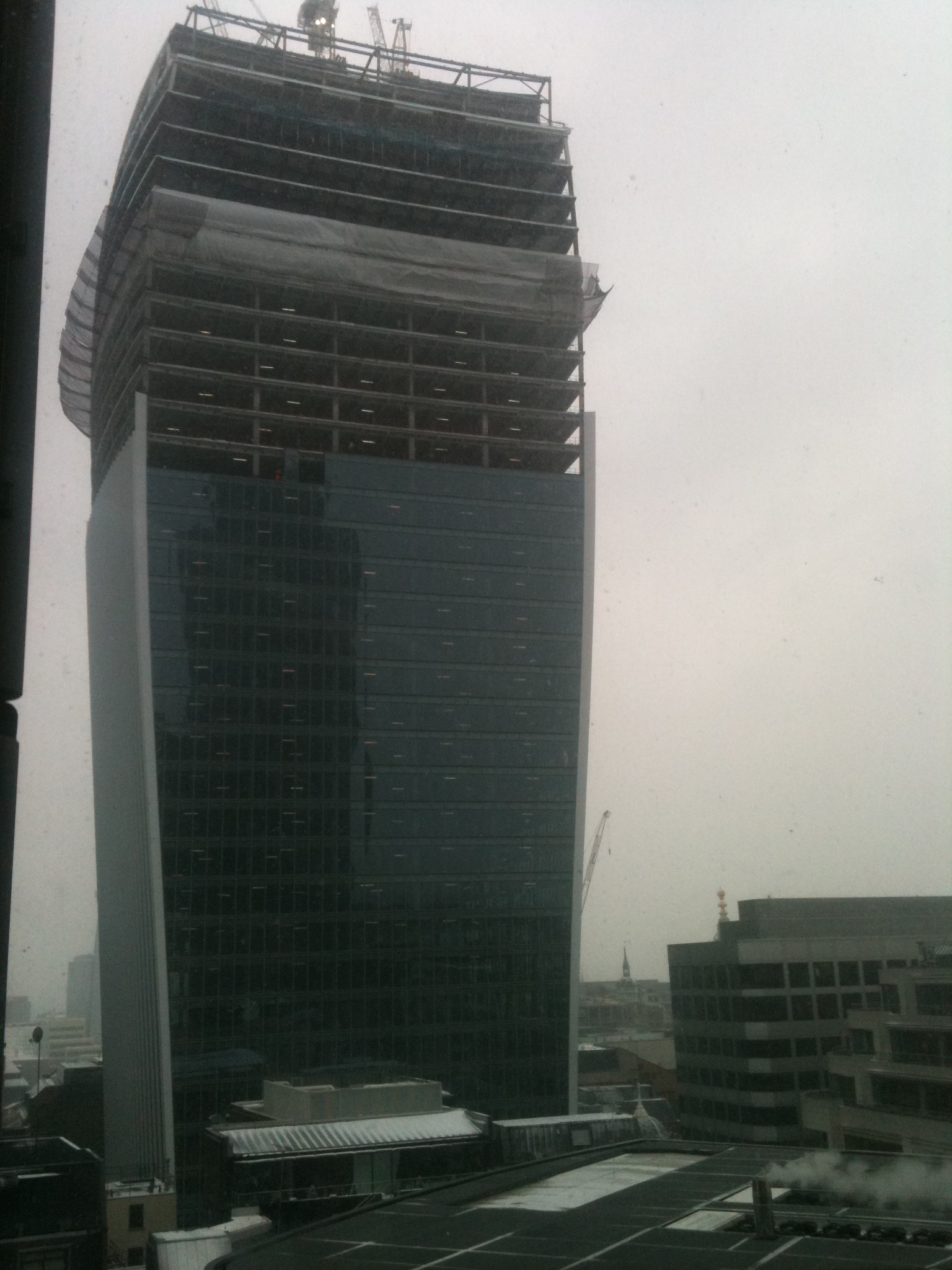
ژانویه ۲۰۱۳
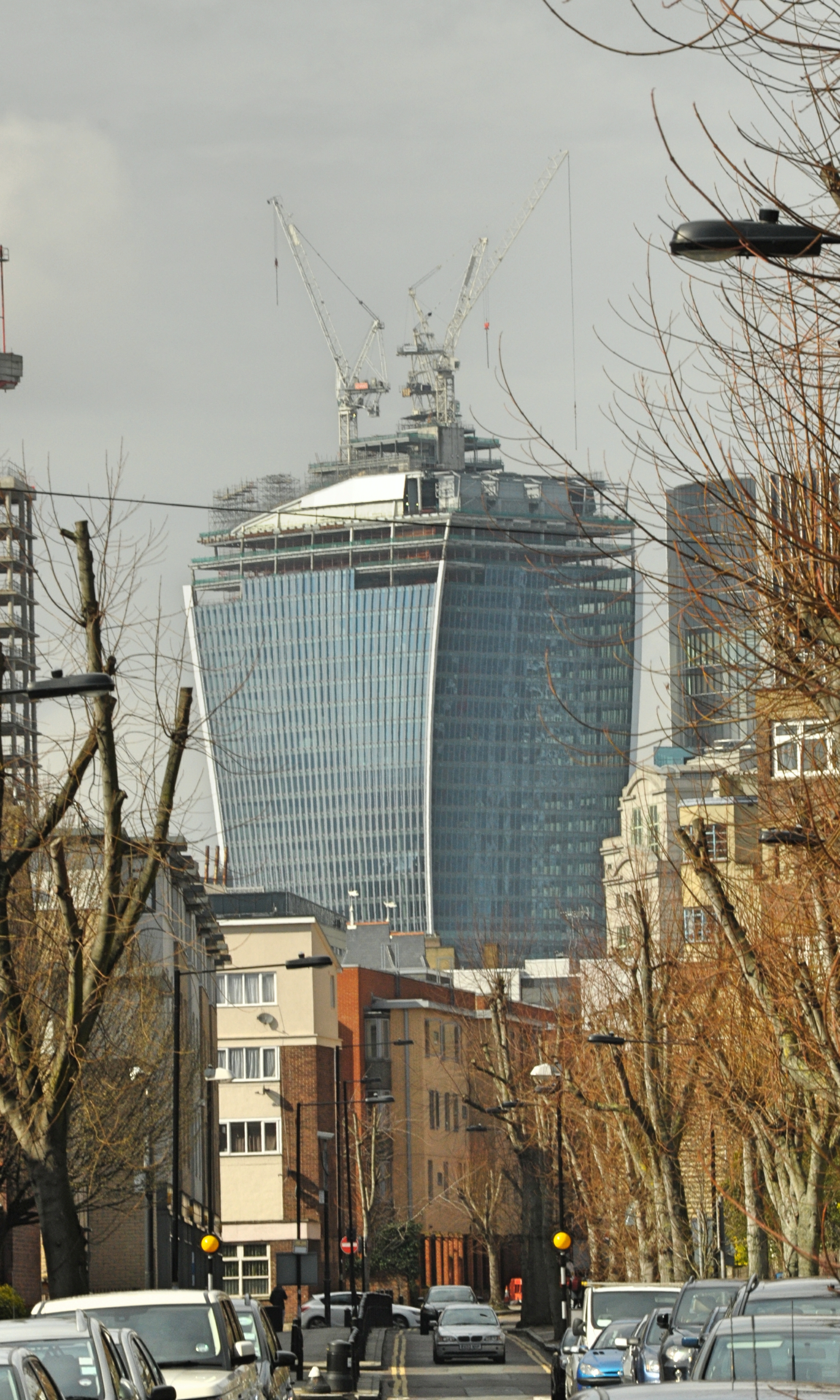
آوریل ۲۰۱۳
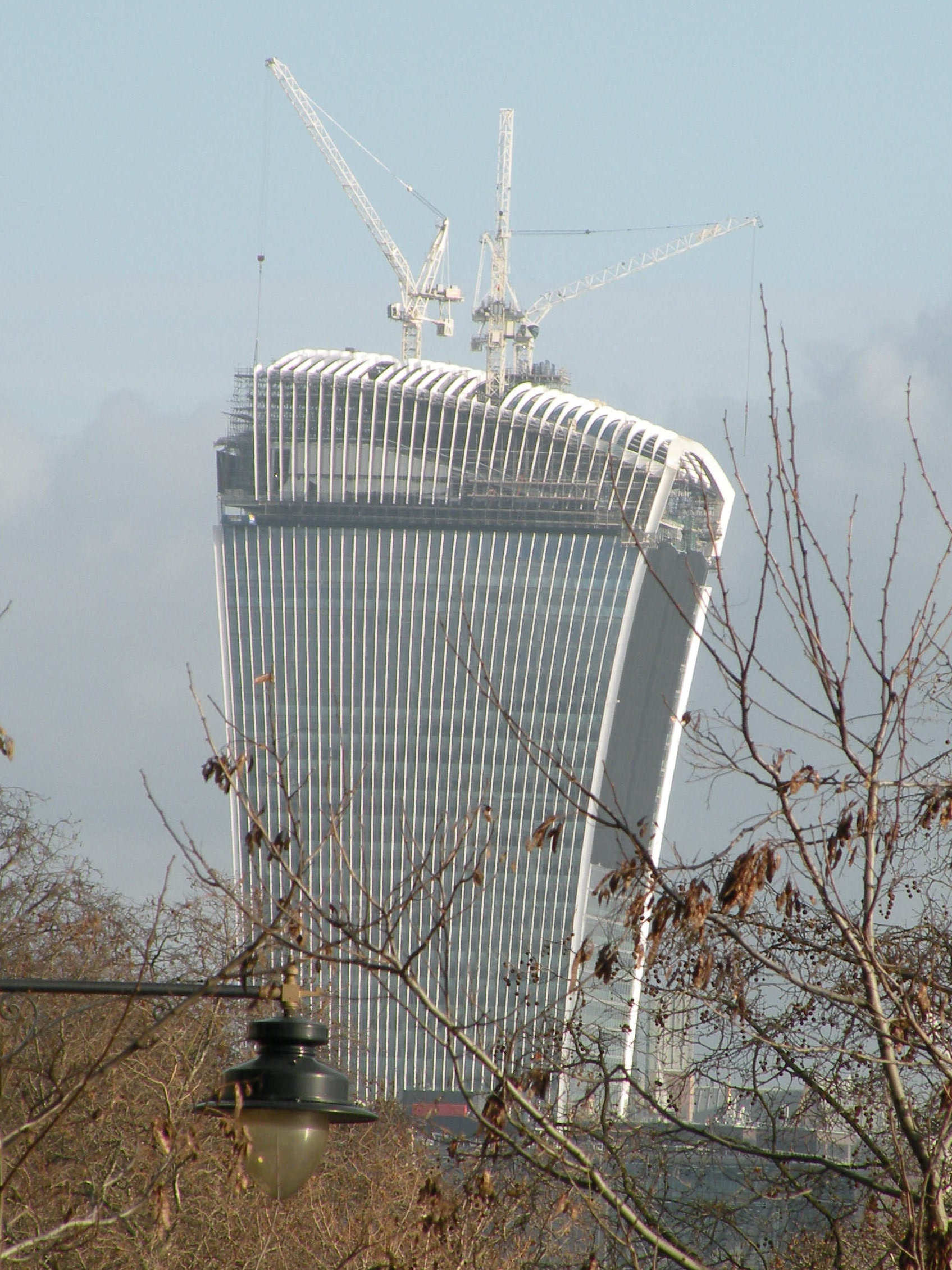
ژانویه ۲۰۱۴